# General Catalogue of Nebulae and Clusters
Ne doit pas être confondu avec Catalogue général de Boss.
Le General Catalogue of Nebulae and Clusters (Catalogue général des nébuleuses et des amas), abrégé en GC, fut publié en 1864 par John Herschel. Dans les années 1880, John Dreyer le compléta avec d'autres observations pour donner le New General Catalogue. Le GC cataloguait les nébuleuses et contenait 5 000 entrées, la moitié des observations étant dues à William Herschel père, et l'autre à son fils John. Plus tard, une édition complémentaire du catalogue fut publiée à titre posthume sous le nom General Catalogue of 10,300 Multiple and Double Stars.

## Voir également
- New General Catalogue (NGC)
- Index Catalogue (IC)
- Revised New General Catalogue
- Revised Index Catalogue
- Liste des objets du NGC
- Liste des objets de l'Index Catalogue